# Intelligence artificielle symbolique
L'intelligence artificielle symbolique est le terme désignant l'ensemble des méthodes en intelligence artificielle (IA) reposant sur la logique et des représentations symboliques de haut niveau (lisibles par l'homme) des problèmes. Elle s'oppose à l'autre grande approche développée au XXe siècle : l'intelligence artificielle connexionniste, mais une tendance au XXIe siècle est de fusionner ces deux approches pour aboutir à une IA neuro-symbolique bénéficiant des qualités de ces deux types d'IA, sans leurs inconvénients.

## Histoire
L'IA symbolique utilise des outils tels que la programmation logique, les règles de production, les réseaux sémantiques ou les cadres.
Elle a développé des applications telles que les systèmes experts, le calcul symbolique, les démonstrateurs de théorèmes automatisés, les ontologies, le web sémantique, les systèmes de planification automatisée.
Le paradigme de l'IA symbolique a conduit à des avancées en algorithmes de recherche, langages de programmation symboliques, agents intelligents, systèmes multi-agents, Web sémantique. Il a mis en évidence les forces et les limites des connaissances formelles et des systèmes de raisonnement.
Les chercheurs des années 1960 et 1970 étaient convaincus que les approches symboliques parviendraient à terme à créer une machine dotée d’une intelligence artificielle générale, et considéraient cela comme le but ultime de leur discipline. L’IA symbolique est resté le paradigme dominant de la recherche en IA du milieu des années 1950 jusqu’au milieu des années 1990.
Un premier boom, avec des premiers succès tels que le Logic Theorist et le programme de Arthur Samuel pour jouer aux dames, a conduit à des attentes et des promesses irréalistes. S'ensuit une chute des financements, et le premier « hiver de l'IA »,. Un deuxième boom (1969-1986) s’est produit avec l’essor des systèmes experts, et leur promesse d'exploiter les compétences des experts qui enthousiasme les entreprises,. Ce boom, et quelques premiers succès par exemple avec XCON à DEC, ont été suivis par une déception ultérieure. Il y a eu des problèmes liés aux difficultés à acquérir les connaissances, au maintien de vastes bases de connaissances et à la fragilité des systèmes dès que l'environnement change. Un deuxième « hiver de l'IA » a suivi de 1988 à 2011.
Ensuite, les chercheurs et théoriciens de l'IA se sont concentrés sur la résolution des problèmes liés à la gestion de l’incertitude et à l’acquisition de connaissances. L'incertitude a été abordée à l'aide de méthodes formelles telles que les modèles de Markov cachés, le raisonnement bayésien et l'apprentissage relationnel statistique,.
L'apprentissage automatique symbolique a abordé le problème de l'acquisition de connaissances avec des contributions telles que les espaces de versions, l'apprentissage PAC, l'apprentissage par arbre de décision ID3, l'apprentissage à partir de cas et la programmation logique inductive pour apprendre les relations dans les données.
Les réseaux de neurones, une approche sub-symbolique, ont été poursuivis dès le début de l'IA mais ont réapparu avec force en 2012. Les premiers exemples sont les travaux d'apprentissage des perceptrons de Rosenblatt, les travaux de rétropropagation de Rumelhart, Hinton et Williams et les travaux sur les réseaux neuronaux convolutifs de LeCun et ses associés en 1989. Cependant, les réseaux de neurones n'ont été considérés comme efficaces que vers 2012, quand les chercheurs ont commencé à exploiter les cartes graphiques pour décupler les capacités de calcul. Au cours des années suivantes, l'apprentissage profond a connu un succès spectaculaire dans la vision par ordinateur, la reconnaissance vocale, la synthèse vocale, la génération d'images et de la traduction automatique.
Depuis 2020, à mesure que les difficultés inhérentes aux biais, à l'explicabilité, à l'interprétabilité et à la robustesse sont devenues plus évidentes avec les approches d'apprentissage en profondeur ; un nombre croissant de chercheurs en IA ont appelé à combiner le meilleur des approches symboliques et des réseaux neuronaux,, et à aborder les domaines avec lesquels les deux approches ont des difficultés, comme le raisonnement de bon sens.